# Anton Felix Almblad
Anton Felix Almblad, född 31 januari 1879 i Kaskö, Finland, död 30 oktober 1945 i Peking, Kina, var en svenskspråkig finländsk missionär verksam i fyrtio år i Mongoliet.

## Biografi
Anton Felix Almblad reste som ung pojke till USA. Efter sin omvändelse genomgick han professor Fridolf Risbergs missionsskola i Chicago, varefter Skandinaviska Alliansmissionen 1905 sände honom som missionär till Mongoliet.
Efter sex år övergick han till Brittiska och utländska bibelsällskapet och blev då dess ombud i Mongoliet, med huvudkvarter i Kalgan (nuvarande Zhangjiakou).

Anton Felix Almblad, vinterklädd, Mongoliet, ur Östasiatiska museets bildarkiv.

Under sina trettiofem år i detta sällskap företog han vidsträckta och omfattande resor i Mongoliets väldiga öken- och stäppområden och kom i nära kontakt med dess folk. Han var särskilt i yngre år en både djärv och skicklig ryttare. Med endast några mongoler som medhjälpare färdades han på stäpperna och långt in i öknarna och uppehöll sig där i månader utan att träffa en enda europé och utan kontakt med omvärlden.
Trots trakter besatta av rövare, med ständig fara för livet, sålde och delade han ut biblar och bibeldelar till tusentals mongoler. Han undervisade också i Bibelns läror så fort tillfälle gavs och knöt förbindelser såväl med mongoler i de högsta och ledande kretsarna som med de enkla herdarna och karavanmännen.

## Familj
Anton Felix Almblad gifte sig 1905 med Alma Lovisa Jansson (1881–1922). De fick en son och en dotter. Efter hennes död gifte han om sig med Arnolda Louise Hansen från Norge.